# اسید سربیک
اسید سربیک (به انگلیسی: Sorbic acid) یک ترکیب شیمیایی با شناسه پاب‌کم ۶۴۳۴۶۰ است. 